# Willi Martini
Willi Martini (*  6. Januar 1925 in Adenau; † 30. April 2001) war ein deutscher Kraftfahrzeugmeister, Konstrukteur, Rennfahrer und Kaufmann. Bekannt wurde er insbesondere als Tuner und durch seine Erfolge mit Rennsportwagen auf der Basis des BMW 700.

## Leben
Willi Martini kam als erstes Kind des Postbeamten Michael Martini und seiner Frau Margarete zur Welt. Bereits während seiner Schulzeit in Adenau begeisterte er sich für die Fliegerei, machte als 14-Jähriger den Segelflugschein und wollte Flugzeugbauer werden.

### Krieg und Nachkriegszeit
Nach der Schulzeit fand Martini einen Ausbildungsplatz bei den Heinkel-Flugzeugwerken in Oranienburg, bevor er als 18-Jähriger zur Luftwaffe eingezogen wurde und gegen Kriegsende für kurze Zeit in Gefangenschaft geriet. Danach arbeitete er als Installateur in Stuttgart. 1951 kam Martini nach Adenau zurück und wurde von Ernst Loof eingestellt, der am Nürburgring in den ehemaligen Werkstätten der Auto Union AG direkt hinter der damaligen Haupttribüne Veritas-Sport- und -Rennwagen baute und wartete. Als Veritas 1953 zum zweiten Mal in Konkurs ging, übernahm BMW die Einrichtungen, beschäftigte aber Loof und die übrigen Mitarbeiter weiter. 1954 entschloss sich BMW, den Betrieb am Nürburgring einzustellen, woraufhin Martini zu den Hoffmann-Werken in Lintorf im Bergischen Land wechselte und vorübergehend an der Entwicklung eines Motocoupés ähnlich der BMW Isetta mitarbeitete. In den folgenden drei Jahren arbeitete er bei BMW in München und machte die Meisterprüfung. Nach seiner Rückkehr in Adenau machte er sich 1958 in den bisherigen Räumen von BMW am Nürburgring als Autohändler mit Werkstatt und Abschleppbetrieb selbstständig. In seinem Betrieb unterstützte Martini 1959 das Formel-Junior-Projekt des Rennfahrers Wolfgang Graf Berghe von Trips, der mit einem preisgünstigen Wagen jungen Leuten den Einstieg in den Motorsport erleichtern wollte.

### Die 1960er-Jahre mit BMW

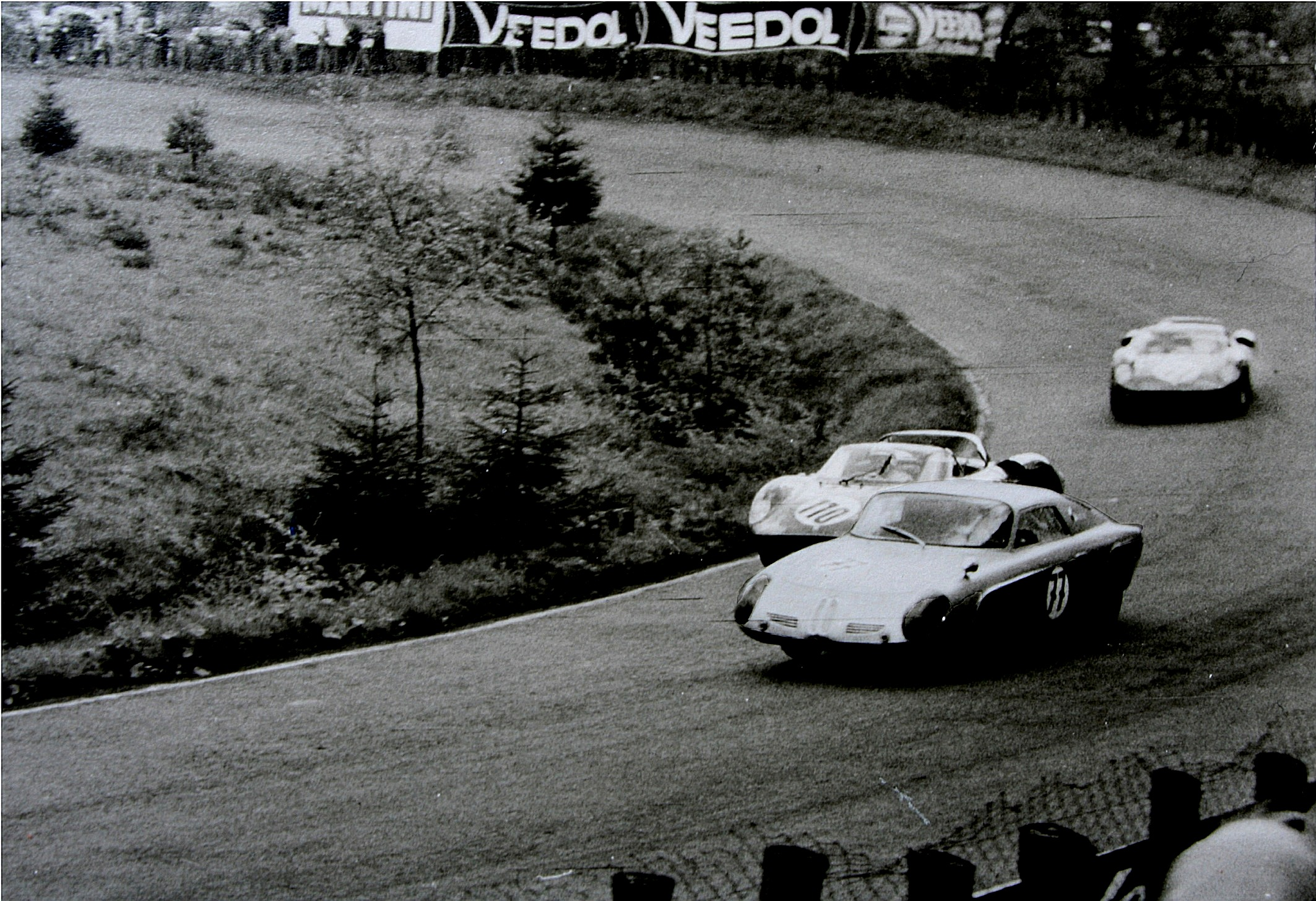
Heinz Schreiber im Martini-BMW Nr. 77 macht John Surtees, Ferrari, in der Nürburgring-Südkehre Platz zum Überholen

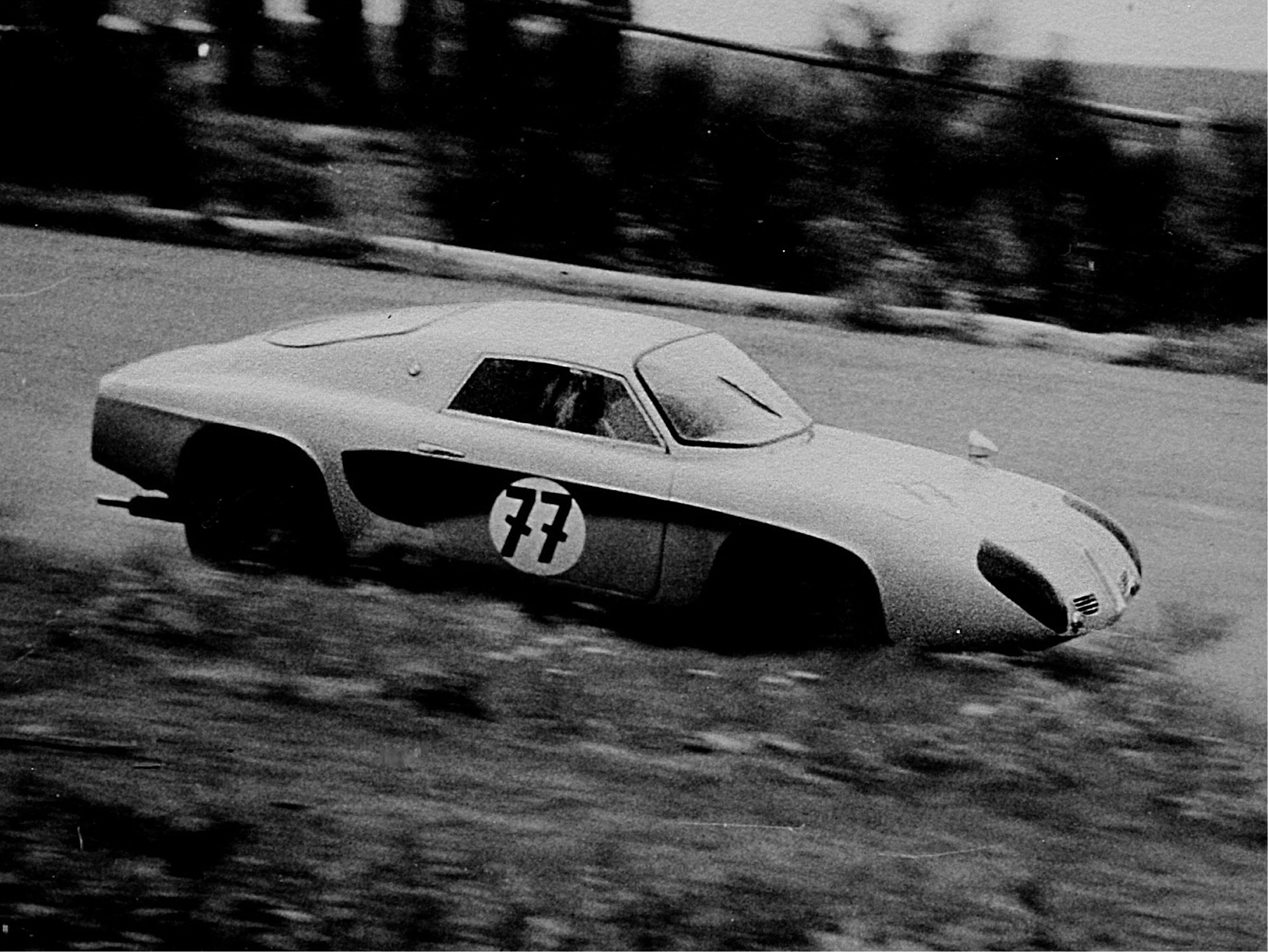
Martini-BMW im Streckenabschnitt Aremberg

Willi Martini war rennsportbegeistert. Ein lohnenswertes Tuningobjekt sah er in dem von 1959 bis 1965 gebauten BMW 700. Für den Renneinsatz steigerte er die Motorleistung von 40 auf bis zu 52 PS, überarbeitete das Fahrwerk und ersetzte die serienmäßigen Scheiben durch Plexiglas, um das kleine Coupé leichter zu machen, als es ohnehin war. Die so vorbereiteten Wagen setzte er mit großem Erfolg ein, zum Teil von ihm selbst gefahren, aber auch mit Hubert Hahne und anderen zu ihrer Zeit bekannten Tourenwagenfahrern. Unter anderem gewann ein von Martini gemeldeter BMW 700 S die Tourenwagenklasse bis 700 cm³ beim 500-km-Rennen 1961 auf dem Nürburgring und belegte Platz 16 in der Gesamtwertung. 73 Fahrzeuge waren zu dem Rennen angetreten. Für 5.850 DM bot Martini den rennfertigen BMW 700 SC zum Kauf an und fand viele Abnehmer. Der Preis läge heute inflationsbereinigt bei 15.900 Euro. Zu den Kunden gehörten unter anderem Wolfgang von Trips, der für die Scuderia Colonia sechs dieser Wagen kaufte, wie auch der fünfmalige Formel-1-Weltmeister Juan Manuel Fangio, der Martini ebenfalls sechs seiner BMW 700 für argentinische Fahrer abnahm.
Beim 1000-km-Rennen 1963 auf dem Nürburgring starteten drei Martini-BMW-Prototypen mit Kunststoffkarosserie, die Willi Martini in Zusammenarbeit mit Clemens Ahrend, einem Spezialisten für Kunststoffgestaltung in Bachem, und Otto Betzner entwickelt und aufgebaut hatte und die in einer kleinen Serie produziert werden sollten. Ein weiterer Prototyp mit stilistisch überarbeiteter Karosserie wurde Ende des Jahres fertig und fand in einem Test der Zeitschrift auto motor und sport große Anerkennung. Einige Exemplare folgten; zur Serienproduktion kam es aber nicht. Zwei der ersten Prototypen waren zum 1000-km-Rennen von der Renngemeinschaft Martini mit den Fahrern Heinrich Hülbüsch/Georg Bialas sowie Heinz Schreiber/Hubert Hahne gemeldet. Den dritten Wagen setzte Walter Schneider unter eigener Meldung zusammen mit Anton Fischhaber ein. Dieser Wagen hatte einen Königswellenmotor mit einer Leistung von etwa 80 PS wie in den BMW 700 RS, zwei Werkswagen, die Martini 1964 von BMW kaufte. Der Martini-BMW von Hülbüsch/Bialas erzielte Platz 25 in dem Rennen, zu dem 67 meist hubraumstärkere Wagen gestartet waren. Er fuhr 36 Runden bzw. 821,2 km auf der Nordschleife in 7:33 Stunden, was einer Durchschnittsgeschwindigkeit von 108,8 km/h entspricht.
Nachdem BMW die Produktion der 700er-Baureihe eingestellt hatte, wandte sich Martini auch anderen Fabrikaten zu, entwickelte aber vor allem die größeren BMW-Modelle weiter. 1967 versuchte Willi Martini in die in diesem Jahr neue Formel 2 einzusteigen. Auf einem Chassis mit Teilen von Brabham, mit eigener Kunststoffkarosserie und überarbeitetem BMW-Vierzylindermotor aus der Großserie entstand ein Wagen, der – von Willi Martini selbst gefahren – beim Eifelrennen im April 1967 auf der Nürburgring-Südschleife debütieren sollte. Der Wagen erwies sich aber als zu schwach, sodass das Projekt eingestellt wurde.
Der Versuch, entsprechend der Formel V auf der Grundlage des BMW 700 eine Formel M zu schaffen, war schon 1966 unter anderem daran gescheitert, dass Martini entgegen den Regeln für Markenformeln eine hintere Radaufhängung mit Dreiecksquerlenkern wie im BMW 700 RS einbaute. Vorgeschrieben war aber die Hinterachse des Serienfahrzeugs.

### Vom Nürburgring nach Adenau und Nürburg
Als die Räume am Nürburgring nicht mehr ausreichten, errichtete Martini 1966 einen zusätzlichen Betrieb in Adenau, jetzt mit Verkaufsraum, in dem die neuen größeren BMW-Modelle 1500 – die „Neue Klasse“ – angemessen präsentiert wurden. Ende 1982 musste er die Hallen am Nürburgring aufgeben, weil in Verbindung mit dem Bau der Grand-Prix-Strecke an ihrer Stelle ein Hotel entstehen sollte. Martini zog daraufhin nach Nürburg, wo er eine neue Fertigungsstätte und einen Ausstellungsraum bauen ließ. 1991 setzte sich Martini zur Ruhe, woraufhin BMW den Betrieb in Nürburg kaufte; der Betrieb in Adenau wurde aufgegeben.

### Privates
Willi Martini war seit 1952 verheiratet. Das Ehepaar hatte sechs Kinder, vier Söhne und zwei Töchter. Der älteste Sohn, Michael Martini, war im elterlichen Betrieb beschäftigt und arbeitete auch nach der Übernahme durch BMW als Meister und Testfahrer weiter. Willi Martini widmete sich im Ruhestand vorwiegend seinem Garten. Im Sommer 2000 starb seine Frau und einige Monate später erlitt er einen Schlaganfall, dem im April 2001 ein Herzinfarkt folgte, an dem er starb.